# Kaple Panny Marie (Hlučín)
Kaple Panny Marie se nachází na pozemku parc. č. 3067 v k.ú. Hlučín, na rohu ulic Písečné a Cihelní. Je to jeden z mála dochovaných objektů drobné sakrální architektury ve městě, jako kulturní památka je tato kaple evidovaná od roku 2006 pod č. 101813.
Je postavena na půdorysu čtyřúhelníku s půlkruhovým závěrem. Průčelí je prolomeno vstupem s půlkruhovým záklenkem. Nad dveřmi je v bílé stuze nápis: A V E - M A R I A.